# Manubach
Manubach est une municipalité de la Verbandsgemeinde Rhein-Nahe, dans l'arrondissement de Mayence-Bingen, en Rhénanie-Palatinat, dans l'ouest de l'Allemagne.

## Illustrations

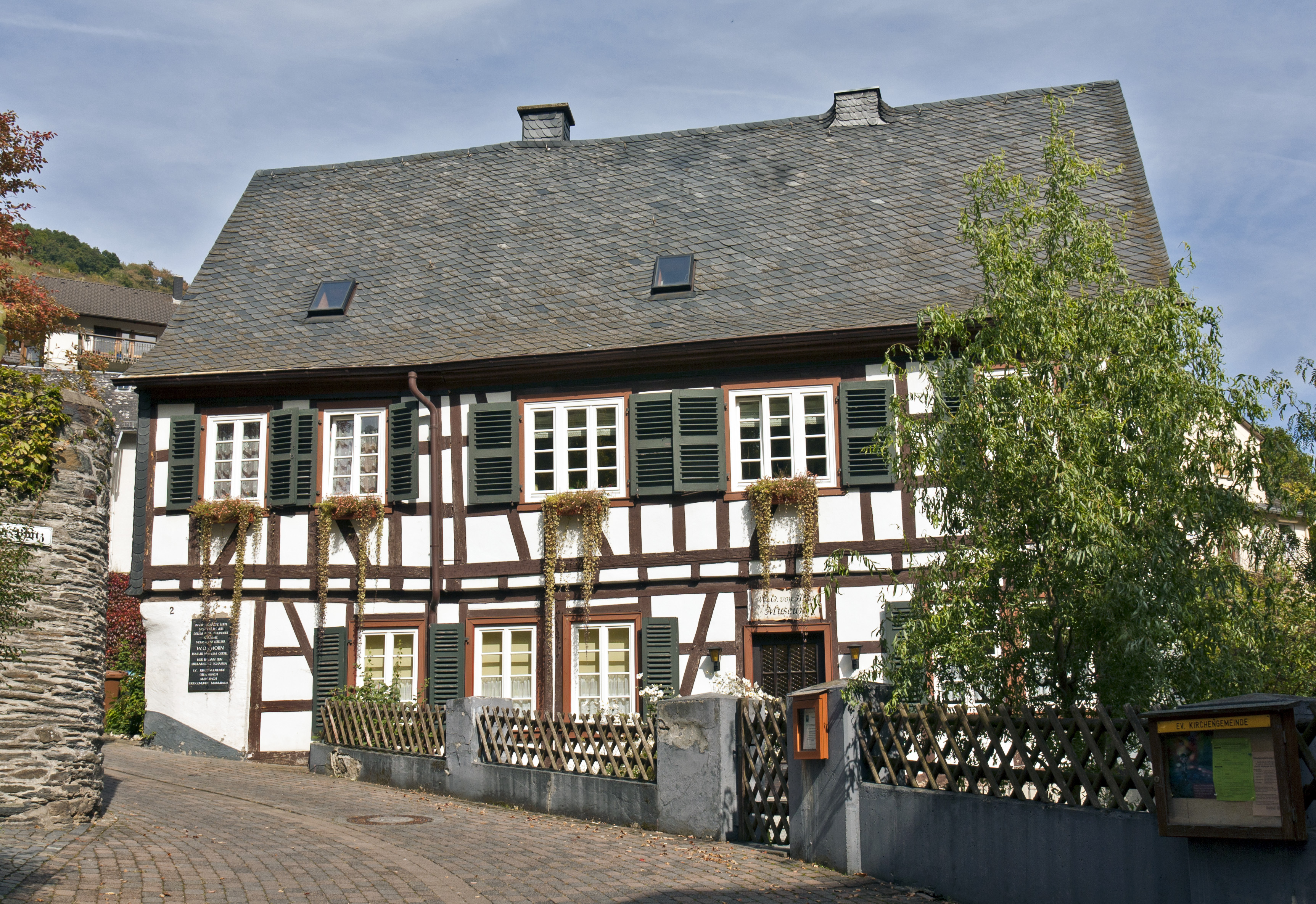
Musée W.O. von Horn
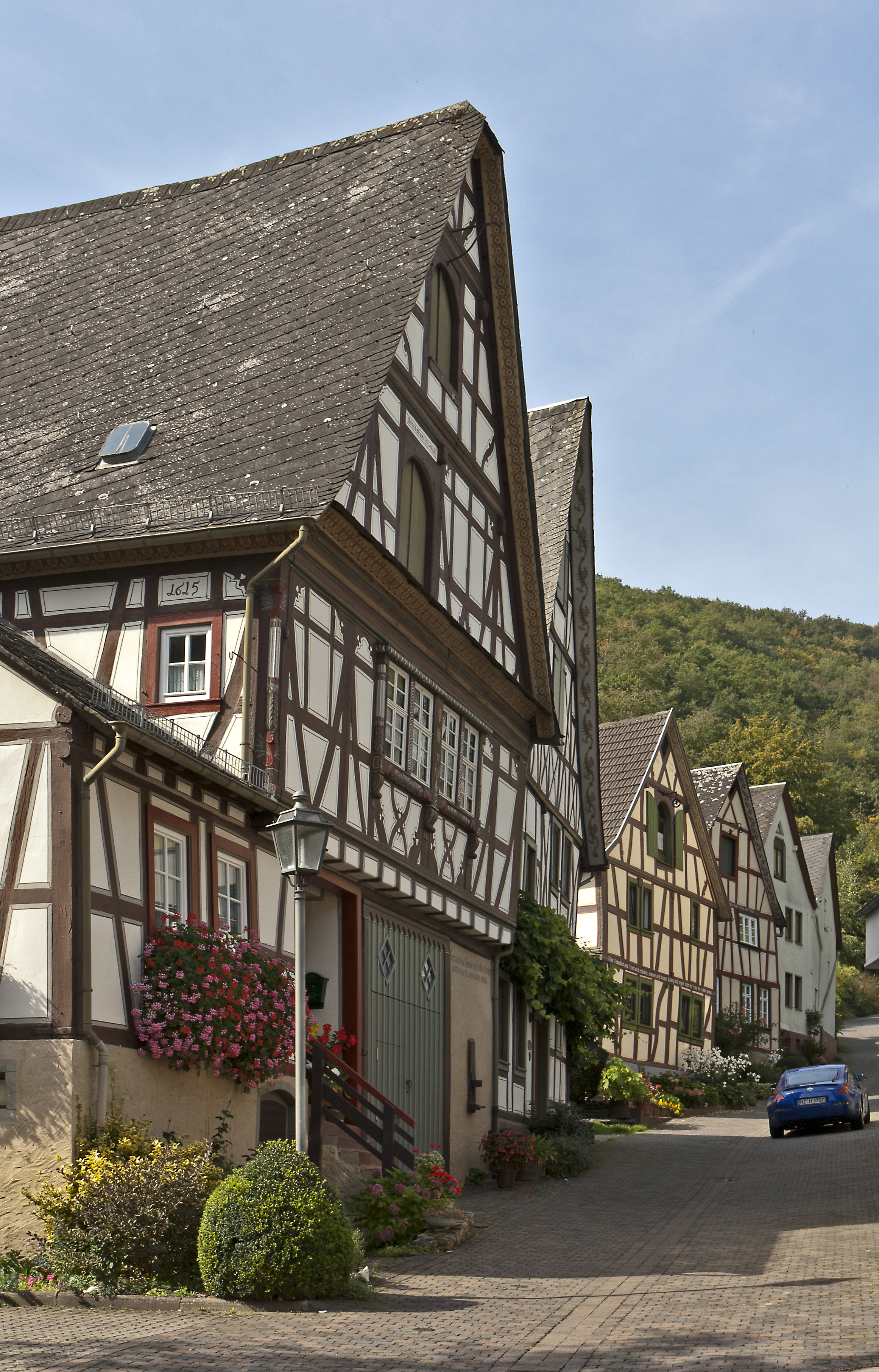
Maison typique
Localisation de Manubach dans la Verbandsgemeide et dans l'arrondissement